# Anioł uwodzi diabła
Anioł uwodzi diabła (cz. Anděl svádí ďábla) – czechosłowacki film komediowy z 1988 w reżyserii Václava Matějki, kontynuacja filmu Anielska diablica.

## Obsada
- Božidara Turzonovová jako madam Gábi Stolařová
- Zdena Studenková jako Renáta Justicová, właścicielka kabaretu
- Josef Nedorost jako oszust matrymonialny Jaroslav Voženílek alias inż. Roth
- Josef Větrovec jako dyrektor policji Fürst
- Miloš Kopecký jako Boura, minister handlu
- Jiří Korn jako Artur, piosenkarz i tancerz
- Marián Labuda jako poseł Juraj Ďuranský
- Dagmar Havlová jako Niemka Truda
- Jana Paulová jako Irma
- Dagmar Patrasová jako Iva Eckertová
- Jana Krausová jako Ida, siostra Ivy Eckertovej
- Eva Jeníčková jako Oldřiška Kubelíková
- Evelyna Steimarová jako Elza
- Jana Gýrová jako Věra
- Radoslav Brzobohatý jako dr Šulc
- Pavel Zedníček jako Ricardo, miotacz noży
- Karel Heřmánek jako inspektor Bulis
- Josef Somr jako żandarm Halík
- Jan Hartl jako bankier Jiří Justic, mąż Renaty
- Jiří Kodet jako główny prokurent
- Luděk Kopřiva jako notariusz Janouch, gość kabaretu
- Leoš Suchařípa jako Hazard, bankier z Paryża
- Eva Asterová jako Jeannette Hazardová, córka bankiera
- Jiří Hálek jako Bína, gość kabaretu
- Václav Mareš jako docent Pinc, seksuolog
- Jan Přeučil jako urzędnik państwowy, gość kabaretu
- Věra Tichánková jako Marie Doušová, ciotka Voženílka
- Zora Kerova jako Kristýna
- Jaroslava Kretschmerová jako Rózinka
- Svatopluk Matyáš jako Vácha, gość kabaretu
- Jiří Lír jako Lachout, strażnik leśny
- Pavel Vondruška jako dr Málek
- Jaroslav Tomsa jako przedsiębiorca
- Jaroslav Vozáb jako tłumacz Pexider
- Jan Schmid jako fotograf Otto
- Raoul Schránil jako służący
- Jana Břežková jako lesbijka
- Nina Divíšková jako Eva Zoulová, dentystka
- Jiří Krytinář jako cyrkowiec
- Miloslav Štibich jako pokojowiec Máca
- Hana Čížková jako Fanny
- Miroslav Homola jako kelner
- Milan Mach jako szef luksusowego baru
- Pavel Nový jako hrabia von Riesenkof
- Hana Talpová jako Ilonka
- Jan Skopeček jako majordomus Emanuel